# Lepthyphantes kolymensis
Lepthyphantes kolymensis är en spindelart som beskrevs av Andrei V. Tanasevitch och Kirill Yeskov 1987. Lepthyphantes kolymensis ingår i släktet Lepthyphantes och familjen täckvävarspindlar. Inga underarter finns listade i Catalogue of Life.